# Elecciones municipales de 2019 en el Partido judicial de Vitigudino
En las Elecciones Municipales celebradas el 26 de mayo de 2019 se eligieron un total de 288 concejales para los 56 municipios del Partido judicial, quedando distribuidos por candidaturas del siguiente modo:

## Resultados de las elecciones por partido político

### Partido Popular
El PP ha obtenido un total de 192 concejales, gobierna con mayoría absoluta en 42 municipios, y en minoría en Vitigudino y Cabeza del Caballo. Ha conseguido representación todos los municipios del partido judicial de Vitigudino, excepto La Redonda y Yecla de Yeltes.

### Partido Socialista Obrero Español
El PSOE ha obtenido un total de 68 concejales, gobierna con mayoría absoluta en 8 municipios. Ha conseguido representación en 29 de los 56 municipios del partido judicial de Vitigudino.

### Ciudadanos
Ciudadanos ha obtenido un total de 21 concejales, gobierna con mayoría absoluta en Yecla de Yeltes y Cerezal de Peñahorcada, y en minoría en Lumbrales. Ha conseguido representación en 10 de los 56 municipios del partido judicial de Vitigudino.

### Grupo Vecinal Villarino y Cabeza
VyC obtiene un total de 3 concejales en su única candidatura, presentada en Villarino de los aires, pero no obtiene la alcaldía de este municipio.

### Alternativa por Vilvestre
AV obtiene un total de 3 concejales en su única candidatura, presentada en Vilvestre, municipio que gobierna en minoría.

### Contigo Somos Democracia
CSD obtiene un total de 1 concejal en su única candidatura, presentada en Vitigudino, pero no obtiene la alcaldía de este municipio.

## Diputados provinciales
Al partido judicial de Vitigudino le corresponden dos diputados de zona en la Diputación de Salamanca, se reparten mediante el Sistema D'Hondt, en función de los votos obtenidos por las diferentes candidaturas. 
1. El primer diputado le corresponde al Partido Popular.
2. El segundo diputado le corresponde al Partido Socialista Obrero Español.

Nota: La candidatura más cercana a obtener el segundo diputado sería el Partido Popular, que hubiera necesitado 1432 votos más.